# Simon Cameron

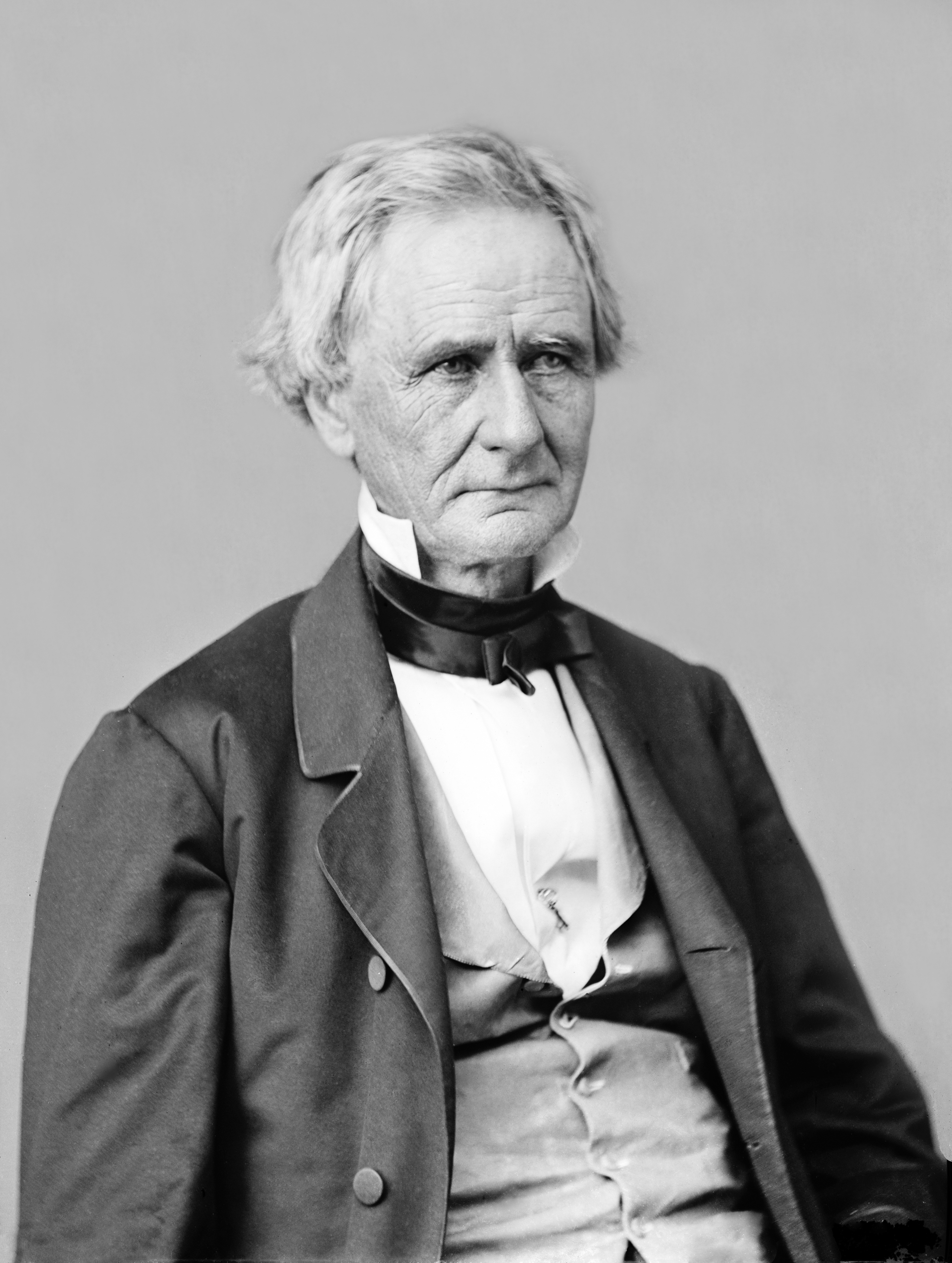
Simon Cameron

Simon Cameron, född 8 mars 1799 i Maytown, Pennsylvania, död 26 juni 1889 i Lancaster County, Pennsylvania, var en amerikansk politiker och diplomat. Han representerade delstaten Pennsylvania i USA:s senat 1845–1849, 1857–1861 och 1867–1877. Han tjänstgjorde som USA:s krigsminister i början av amerikanska inbördeskriget 1861–1862.
Cameron var 1821 redaktör för Bucks County Messenger. Han flyttade året därpå till Washington, D.C. och arbetade på tryckeriet Gales and Seaton. Han gifte sig med Margaret Brua och flyttade tillbaka till Pennsylvania. Han köpte tidningen Republican i Harrisburg och var sedan verksam som publicist. Han gick med i whigpartiet och bytte sedan parti till demokraterna.
James Buchanan avgick 1845 som senator för Pennsylvania för att tillträda som utrikesminister. Cameron blev invald i senaten och skötte ämbetet fram till slutet av Buchanans mandatperiod. Han efterträddes 1849 som senator av James Cooper.
Cameron bytte igen parti, först till knownothings och sedan till republikanerna. Han efterträdde 1857 demokraten Richard Brodhead som senator. Cameron var en av de nominerade kandidaterna på republikanernas konvent i Chicago inför presidentvalet i USA 1860. Han blev trea i den första omröstningen efter William H. Seward och Abraham Lincoln. När det såg ut att han inte hade en möjlighet att bli nominerad, drog han sitt namn tillbaka och stödde Lincoln som slutligen nominerades och dessutom vann presidentvalet. Lincoln utnämnde honom 1861 till krigsminister. Han avgick 1862 och utnämndes till chef för USA:s diplomatiska beskickning i Tsarryssland. Cameron trivdes inte särskilt bra i Sankt Petersburg och han återvände senare samma år till USA.
Cameron återvände 1867 till senaten. Han avgick tio år senare och drog sig tillbaka till sin farm nära Maytown i Lancaster County.
Cameron var frimurare. Hans grav finns på Harrisburg Cemetery i Harrisburg. Sonen J. Donald Cameron var krigsminister 1876–1877 och senator för Pennsylvania 1877–1897.